# Bas Krommenhoek

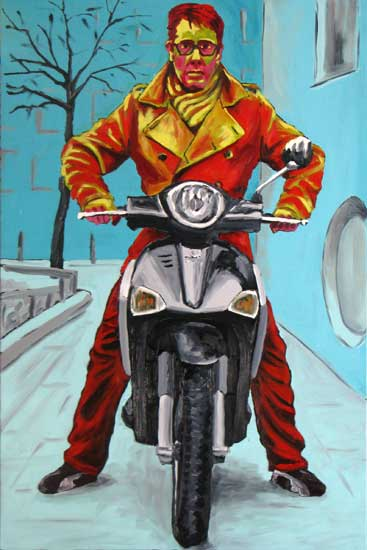
Bas Krommenhoek

Bas Krommenhoek (Amsterdam, 8 augustus 1966 – 6 januari 2015) was een Nederlandse kunstschilder en vormgever.

## Biografie
Krommenhoek begon zijn carrière als kunstenaar in de psychiatrie, waar hij tussen 1987 en 2001 meerdere malen geruime tijd opgenomen was. Hij werd in 1999 lid van de cliëntgestuurde vereniging voor kunstenaars met een psychiatrische achtergrond, het Diepwatercollectief. In 2000 en 2001 volgde hij de opleiding voor autodidacte kunstenaars aan de Gerrit Rietveld Academie in Amsterdam. Krommenhoek werd sindsdien verscheidene malen geselecteerd voor de reizende expositie "Brainwaves" van medicijnfabrikant Lundbeck en de veiling van outsider art 'Inside out' bij Sotheby's. Sinds 2003 was hij actief in de cliëntenbeweging. In 2005 werd hij lid van de Kunstenaars Advies Raad (KAR) van kunstuitleen Beeldend Gesproken. Sindsdien zette hij zich in voor de positie van outsiders in de kunst en werkte hij als autonoom kunstschilder en vormgever. Hij had een relatie met schrijfster Olga de la Fontaine, die veelvuldig in zijn schilderijen figureert.